# Arcipelago di Bazaruto
L'arcipelago di Bazaruto è situato nell'oceano Indiano, a breve distanza dalla costa del Mozambico. L'arcipelago fa parte del distretto di Vilanculos, nella provincia di Inhambane.

## Le isole
Il gruppo di cinque isole principali si allunga per circa 55 chilometri da nord a sud a una quindicina di chilometri dal continente. Le isole principali sono: Bazaruto, Benguerra, Magaruque, Santa Carolina e Bangue.
- Bazaruto: l'isola principale, che ha dato il nome all'arcipelago, è lunga 32,5 km e larga circa 5 km.
- Benguerra: si trova un chilometro a sud dell'isola di Bazaruto, misurando una dozzina di chilometri.
- Magaruque: situata a 5,5 km dall'isola di Benguerra, essendo più piccola.
- Santa Carolina: lunga 2 km, situata tra l'isola di Bazaruto e la terraferma.
- Bangue: isolotto a sud dell'isola di Magaruque.

## Ambiente
Bazaruto ospita l'ultima popolazione di dugonghi della costa africana. 
Nell'arcipelago vivono quattro specie di tartarughe. 
Sulle isole si trova la scimmia Cercopithecus mitis. Ci sono anche piccole antilopi, fenicotteri, pellicani, lontre, delfini, balene e coccodrilli nei laghi delle due isole principali. Esistono centinaia di specie di pesci e circa 160 specie di uccelli.
L'arcipelago è protetto nell'ambito di un parco nazionale, il Parco Nazionale di Bazaruto creato nel 1971, che comprende i coralli che circondano le isole, rendendolo l'unica area marina protetta del Mozambico.